# Turbopropulsor
Turbopropulsorul (engleză turboprop, franceză turbopropulseur) este un tip de motor utilizat în aviația civilă și militară.

Componenta principală a turbopropulsorului este o turbină cu gaze la care destinderea în turbină se face până la presiunea atmosferică, astfel încât turbina extrage din fluxul de gaze arse o putere mai mare decât cea necesară antrenării compresorului. Această putere suplimentară este folosită la antrenarea unei elice plasate în fața motorului, astfel încât turbopropulsorul poate fi definit, într-un mod mai simplu, ca o elice antrenată de o turbină cu gaze.
Elicea este cuplată la turbină prin intermediul unui reductor care transformă turația ridicată a turbinei (de cuplu relativ mic) la o turație scăzută, dar cu un cuplu mare. Elicea propriu-zisă este de obicei o elice cu pas variabil, de tip similar cu cele folosite la motoarele de aviație cu piston.
Turbopropulsorul este destinat avioanelor ce parcurg distanțe mari cu viteze subsonice, profitând de avantajul tracțiunii cu reacție la viteze mari și de cel al tracțiunii cu elice la decolare și la viteze mici.

## Modul de funcționare

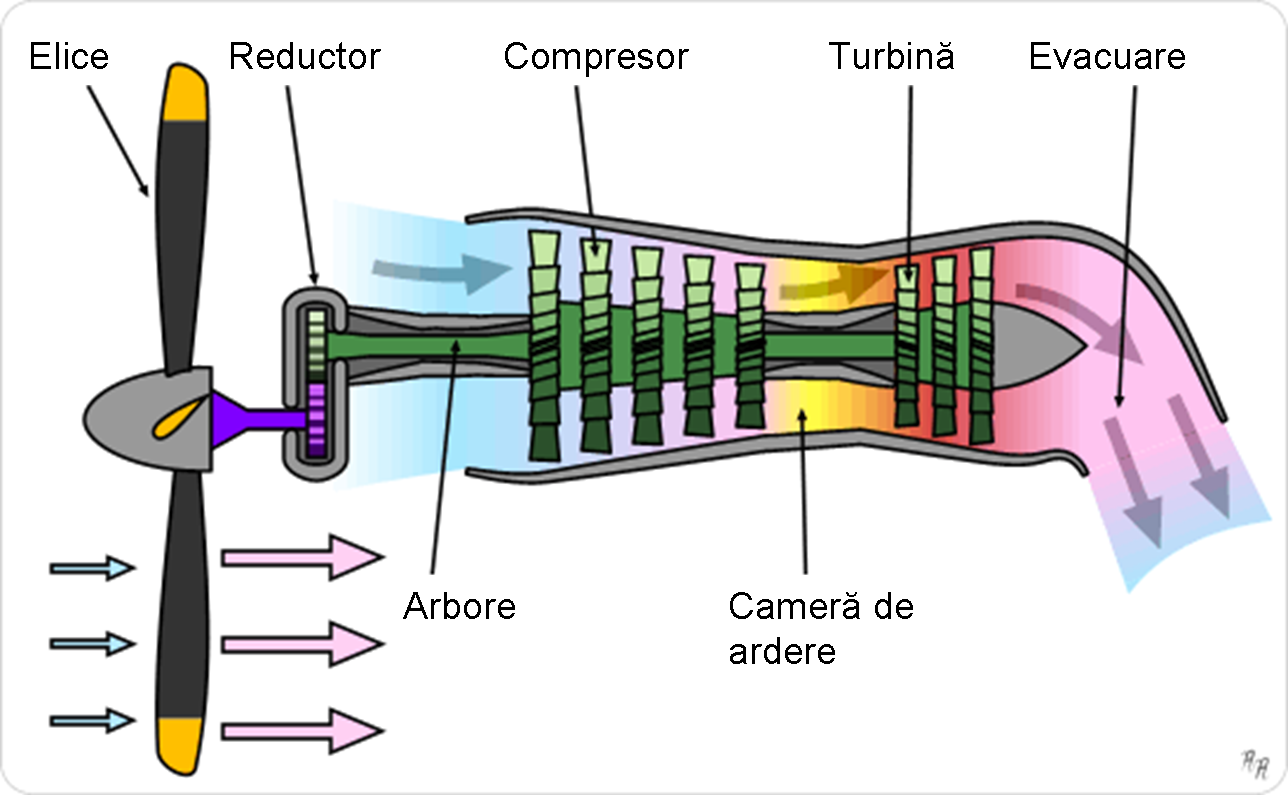
Schema unui turbopropulsor

În forma sa cea mai simplă, un turbopropulsor constă din: galerie de admisie, compresor, cameră de combustie (ardere), turbină și ajutajul reactiv. Compresorul și turbina sunt montate pe același arbore care angrenează și reductorul. Aerul este aspirat în admisie și comprimat de către compresor. În camera de combustie este adăugat combustibilul, formându-se amestecul de combustibil-aer care arde. Gazele arse rezultate, cu presiune și temperatură mare, antrenează turbina. O parte din puterea generată de turbină este utilizată pentru funcționarea compresorului, iar restul se transmite prin intermediul angrenajelor reductorului la elice. Destinderea finală a gazelor arse (reducerea presiunii lor până la presiunea atmosferică) are loc în ajutajul reactiv, acesta având și rol de propulsie. Forța dezvoltată la ajutajul reactiv (forță de reacție) reprezintă totuși o parte relativ mică din forța totală de tracțiune generată de un turbopropulsor, partea cea mai mare fiind reprezentată de forța de tracțiune a elicei.

## Istoric

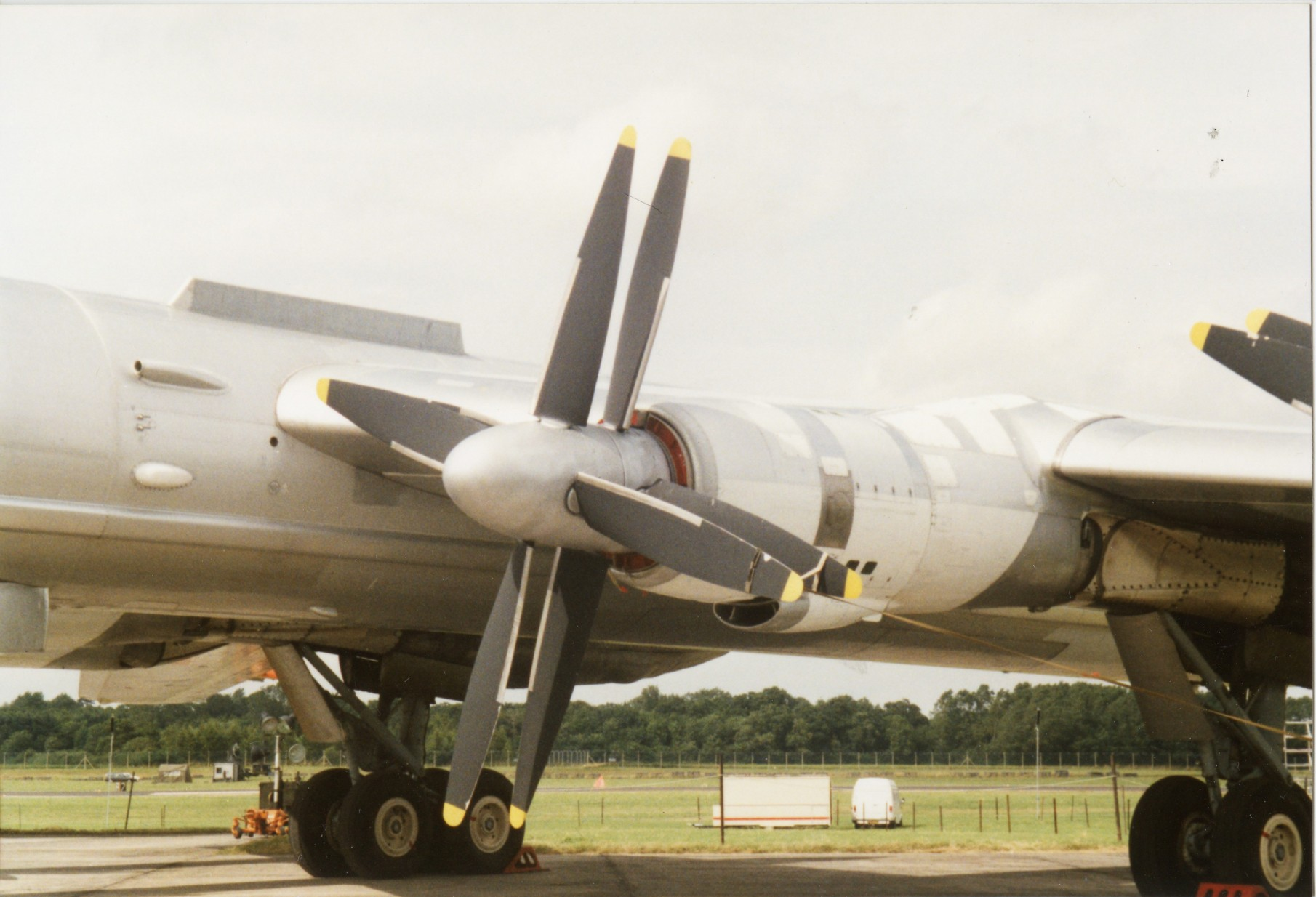
Turbopropulsor Kuznetsov NK-12, pe un avion Tupolev Tu-95

Primul motor turbopropulsor montat pe un avion a fost modelul britanic Rolls-Royce Trent RB.50, care provenea dintr-un motor Derwent II, dotat cu un reductor și o elice cu cinci pale. Două astfel de motoare au fost montate pe avionul Gloster Meteor EE227 - singurul "Trent-Meteor" - care a devenit prima aeronavă din lume care a zburat cu ajutorul unui turbopropulsor (pe 20 septembrie 1945). După această experiență cu motorul Trent, inginerii de la Rolls-Royce au dezvoltat turbopropulsorul Dart, care a devenit unul dintre cele mai fiabile motoare turbopropulsoare construite vreodată; acest motor a fost fabricat în serie timp de mai mult de cincizeci de ani. Avionul Vickers Viscount a fost primul avion turbopropulsor construit în producție de serie și vândut în număr mare. Având patru turbopropulsoare acest avion a zburat pentru prima oară pe 16 iulie 1948.
Imediat după terminarea celui de Al Doilea Război Mondial
Uniunea Sovietică a început să dezvolte propriile motoare cu reacție, preluând tehnologia germană a avionelor Junkers (motoarele BMW și Hirth/Daimler-Benz). Pentru a reliza un bombardier strategic comparabil cu B-52 Stratofortress al americanilor, rușii au creat bombardierul Tupolev Tu-95, motorizat cu patru turbopropulsoare Kuznețov NK-12 care pun în mișcare opt elici contrarotative (câte două la fiecare motor), acest avion atingând astfel o viteză maximă de croazieră de peste 920 km/h. Denumit de către forțele NATO The Bear (Ursul), avionul de supraveghere și luptă cu rază mare de acțiune Tupolev Tu-95 este unul dintre cele mai longevive avioane din lume, fiind în serviciu și în prezent.
Primul motor turbopropulsor american a fost XT31, produs de General Electric. Acest motor a fost folosit pe avionul experimental Consolidated Vultee XP-81. XP-81 a zburat pentru prima dată în decembrie 1945, fiind primul avion care a folosit o combinație de turbopropulsor și turboreactor. În aviația comercială, americanii au preferat totuși turboreactoarele și turboventilatoarele (ca în cazul celebrului Boeing 707).

## Utilizare în prezent
Turbopropulsoarele sunt eficiente la viteze de zbor medii, cu numărul Mach cuprins între 0,5 și 1,0 (cca. 600 – 1200 km/h la nivelul solului, respectiv cca. 500 – 1000 km/h la nivelul zborului de croazieră).
La viteze mai mari, performanțele aerodinamice ale elicii scad, datorită apariției regimului de curgere transsonic (sau chiar supersonic) a aerului la vârfurile palelor elicii. Din acest motiv, la avioanele de viteze mai mari (avioane supersonice) sunt utilizate alte tipuri de motoare (turboreactoare).
Turbopropulsoarele sunt foarte eficiente la viteze de zbor modeste (sub 700 km/h). Având totuși în vedere prețul ridicat al motoarelor turbopropulsoare, acestea sunt utilizate mai ales la avioanele grele cu cerințe de înaltă performanță la decolarea și aterizarea pe distanțe scurte ("short-takeoff and landing -STOL") și la care nu este strict necesară o viteză de zbor supersonică. Astfel, cererea cea mai comună de motoare turbopropulsor în domeniul aviației civile este la avioanele pentru distanțe mici și medii, caz în care fiabilitatea lor mai mare decât a motoarelor cu piston compensează costul inițial mai mare.
Unele aeronave de mare capacitate, militare și civile, cum ar fi Electra Lockheed L-188 și Tupolev Tu-95 sunt de asemenea dotate cu turbopropulsoare. Avionul Airbus A400M este de asemenea propulsat de patru motoare TP400 Europrop, care sunt cele mai puternice motoare turbopropulsor produse vreodată (cu excepția celor rusești, Kuznetsov NK-12, montate pe Tupolev Tu-95).
Probabil că cea mai răspândită aeronavă dotată cu turbopropulsoare este avionul militar de transport Lockheed C-130 Hercules, cu variantele sale (printre care și avionul de atac la sol AC-130 Spectre), care utilizează turbopropulsoarele Pratt & Whitney PT6.
Alte aeronave comerciale moderne care utilizează turbopropulsoare sunt: Bombardier Dash 8, ATR 42, ATR 72, BAe Jetstream 31, Embraer EMB 120 Brasilia, Fairchild Swearingen Metroliner, Saab 340, Saab 2000, Xian MA60, Xian MA600, Xian MA700.
Există și elicoptere dotate turbopropulsoare; primul dintre acestea a fost Bell XH-13F (o versiune a elicopterului american Bell 47), care are un motor Continental XT-51-T-3 (produs de către Turbomeca Artouste).